# Lilly (Pennsylvania)
Lilly  è una borough degli Stati Uniti d'America, nella contea di Cambria nello Stato della Pennsylvania. Secondo il censimento del 2000 la popolazione è di 948 abitanti.

## Società

### Evoluzione demografica
La composizione etnica vede una maggioranza di quella bianca ( 99,47%), seguita dai nativi americani (0,21%) dati del 2000.
| borough di Lilly Popolazione |     |
| 2000                         | 948 |
| Previsione al 2009           | 861 |